# Fabio (DJ)
Fabio, vlastním jménem Fitzroy Heslop (* 24. září 1965 v Londýně), je anglický DJ a producent. Uvádí show na BBC Radio 1 a vede Creative Source label. Fabio je znám především díky popularizaci drum and bass sub-žánru liquid funk, kterému dal i jméno. Bývá také označován jako "patron" drum and bassu, jelikož byl jedním z prvních průkopníků tohoto žánru na konci 80. let a začátku 90. let. Fabio nevydal mnoho nahrávek, nicméně jedno z jeho děl se jmenuje "No Joke", které vytvořil společně s Photekem.

## Vybraná discografie
- FabricLive.10

### Video odkazy
- (anglicky) Fabio RBMA video lekce číslo 1 Archivováno 17. 12. 2007 na Wayback Machine.
- (anglicky) Fabio RBMA video lekce číslo 2 Archivováno 20. 4. 2008 na Wayback Machine.
- (anglicky) Fabio RBMA video lekce číslo 3

### Audio odkazy
- (anglicky) RBMA Radio On Demand - Birrarung Beats - Fabio (Creative Source)